# Sicherungsverwahrung
Die Sicherungsverwahrung (außerhalb von Gesetzestexten auch als Sicherheitsverwahrung bezeichnet) ist eine freiheitsentziehende Maßregel der Besserung und Sicherung im deutschen Strafrecht. Sie schließt sich zeitlich an das Verbüßen einer Freiheitsstrafe an. Im Gegensatz zur durch die Schuld des Täters begrenzten Freiheitsstrafe knüpft die Sicherungsverwahrung einzig an die Gefährlichkeit des Straftäters an. Sie ist eine rein präventiv ausgerichtete Maßregel der Besserung und Sicherung. Dabei ist umstritten, ob sie allein die Allgemeinheit vor dem gefährlichen Straftäter schützen soll oder auch dem Schutze jedes einzelnen potentiellen Opfers diene. Gesetzlich geregelt ist sie im allgemeinen Teil in den § 66, § 66a, § 66b und § 66c des Strafgesetzbuches (StGB). Die Regelung der Sicherungsverwahrung im StGB wurde am 4. Mai 2011 in der damals geltenden Fassung vom Bundesverfassungsgericht für verfassungswidrig erklärt und mit Wirkung zum 1. Juni 2013 reformiert.
Die Sicherungsverwahrung wird in besonderen Abteilungen von Justizvollzugsanstalten vollzogen. Da der Sicherungsverwahrte jedoch bereits die schuldangemessene Strafe verbüßt hat und sich dort einzig zum Schutze der Allgemeinheit (bzw. der potentiellen Opfer, s. o.) vor ihm befindet, ist dies insoweit ein „Sonderopfer“ für die Allgemeinheit. Das Bundesverfassungsgericht verlangt daher seit seiner Entscheidung vom 5. Februar 2004, dass sich die Verbüßung der Sicherungsverwahrung vom Strafvollzug positiv unterscheidet (sogenanntes Abstandsgebot). Dieses Gebot versucht der § 66c StGB umzusetzen. Die Sicherungsverwahrung ist von anderen freiheitsentziehenden Maßnahmen zu unterscheiden.

## Voraussetzungen
Die Sicherungsverwahrung kann vom Gericht
1. bei Erwachsenen
  1. im Urteil angeordnet werden (§ 66 StGB),
  2. im Urteil vorbehalten werden (§ 66a StGB),
  3. nachträglich angeordnet werden (§ 66b StGB und Art. 316e EGStGB i. V. m. § 66b StGB i. d. F. vom 18. April 2007),
2. bei Heranwachsenden
  1. im Urteil vorbehalten werden (§ 106 Abs. 3 und 4 JGG),
  2. nachträglich angeordnet werden (§ 106 Abs. 5 und 6 JGG), nämlich bei Erledigterklärung einer Unterbringung nach § 63 StGB
3. bei Jugendlichen
  1. im Urteil vorbehalten werden (§ 7 Abs. 2)
  2. nachträglich angeordnet werden (§ 7 Abs. 4 JGG), nämlich bei Erledigterklärung einer Unterbringung nach § 63 StGB.

Hinzu kommt, dass für „Altfälle“, d. h. Straftaten, die vor dem 31. Mai 2013 begangen wurden, nach wie vor die bis dahin geltenden Vorschriften über Sicherungsverwahrung anzuwenden sind, „wenn beim Betroffenen eine psychische Störung vorliegt und aus konkreten Umständen in seiner Person oder seinem Verhalten eine hochgradige Gefahr abzuleiten ist, dass er infolge dieser Störung schwerste Gewalt- oder Sexualstraftaten begehen wird“ (§ 316 f Abs. 2 Satz 2 EGStGB). Das gilt insbesondere für Jugendliche und Heranwachsende, bei denen bis zum 31. Mai 2013 die Sicherungsverwahrung auch nachträglich angeordnet werden konnte (§ 7 Abs. 2 JGG a.F. bzw. § 106 Abs. 2 JGG a.F.).
Die Sicherungsverwahrung wird neben einer Freiheitsstrafe angeordnet, die stets zuerst verbüßt wird. Das zuständige Gericht (Strafvollstreckungskammer) prüft vor Vollzugsende, ob die Vollstreckung der Unterbringung zur Bewährung ausgesetzt werden kann. In diesem Fall tritt Führungsaufsicht ein.
Die im Jahr 2004 eingeführte Möglichkeit einer nachträglichen Anordnung der Sicherungsverwahrung ist am 13. Januar 2011 vom Europäischen Gerichtshof für Menschenrechte (EGMR) für menschenrechtswidrig erklärt worden. Der Bundestag hatte allerdings schon im Dezember 2010 eine Neuregelung des Rechts der Sicherungsverwahrung beschlossen, in der auf die Verhängung der nachträglichen Sicherungsverwahrung bei Erwachsenen für die Zukunft verzichtet wird. Die nachträgliche Sicherungsverwahrung ist allerdings nicht gänzlich entfallen: So dürfen nach wie vor Personen, die nach § 63 StGB im Maßregelvollzug (psychiatrisches Krankenhaus) untergebracht wurden, nachträglich in Sicherungsverwahrung verlegt werden, wenn die psychiatrische Maßregel für erledigt erklärt worden ist (§ 66b StGB, früher § 66b Abs. 3 StGB).

## Vollzug
Der Vollzug der Sicherungsverwahrung war im dritten Abschnitt des Strafvollzugsgesetzes (StVollzG) geregelt. Nach der Föderalismusreform haben sämtliche Bundesländer nicht nur eigene Strafvollzugsgesetze erlassen, sondern davon getrennte Sicherungsverwahrungsvollzugsgesetze (beispielsweise Art. 159 ff. BayStVollzG, §§ 94 ff. HmbStVollzG, §§ 107 ff. NJVollzG).
Der Vollzug der Sicherungsverwahrung soll getrennt vom Vollzug einer normalen Freiheitsstrafe erfolgen (§ 140 Abs. 1 StVollzG). Um dies zu ermöglichen, können entweder eigenständige Anstalten oder abgetrennte Abteilungen innerhalb einer Justizvollzugsanstalt eingerichtet werden. Ziel der Unterbringung ist einerseits die sichere Verwahrung zum Schutz der Allgemeinheit (§ 129 Satz 1 StVollzG), andererseits die Unterstützung des Verwahrten, damit er sich in das Leben in Freiheit eingliedern kann (§ 129 Satz 2 StVollzG). Um den Schäden des langfristigen Freiheitsentzuges entgegenzuwirken, werden einem Sicherungsverwahrten im Verhältnis zu Strafgefangenen bestimmte „Vergünstigungen“ zugebilligt. Er darf eigene Kleidung, Wäsche und eigenes Bettzeug benutzen (§ 131, § 132 StVollzG), bei der Ausgestaltung der Hafträume und Durchführung von Betreuungsmaßnahmen soll auf seine persönlichen Bedürfnisse Rücksicht genommen werden. Um die Entlassung (wenn sie denn geplant ist) vorzubereiten, darf dem Verwahrten ein Sonderurlaub bis zu einem Monat gewährt werden (§ 134 StVollzG). Im Übrigen verbleibt es jedoch bei den allgemeinen Vorschriften über den Vollzug der Freiheitsstrafe (§ 130 StVollzG).

## Dauer
Die Unterbringung in der Sicherungsverwahrung ist grundsätzlich unbefristet, was nach einer Entscheidung des Bundesverfassungsgerichts vom 5. Februar 2004 im Einklang mit der Verfassung steht.
Mindestens jedes Jahr, beginnend mit dem ersten Tag der Unterbringung, muss geprüft werden, ob weiterhin die Gefahr besteht, dass der Untergebrachte außerhalb des Vollzugs rechtswidrige Taten begehen wird (§ 67e Abs. 2 StGB). Wird dies verneint, dann wird die weitere Vollstreckung zur Bewährung ausgesetzt und es tritt Führungsaufsicht (maximal fünf Jahre) ein. Erfolgt während des Zeitraums der Führungsaufsicht kein Widerruf der Entscheidung, gilt die Unterbringung endgültig als erledigt. Lehnt das Gericht die Aussetzung ab, läuft die Frist erneut an.
Nach zehn Jahren erklärt das Gericht die Maßregel der Sicherungsverwahrung für erledigt, sofern nicht die Gefahr besteht, dass vom Untergebrachten erhebliche Straftaten begangen werden, durch welche die Opfer seelisch oder körperlich schwer geschädigt werden (§ 67d Abs. 3 StGB). Bei Fortdauer der Sicherungsverwahrung erfolgt die Überprüfung ab diesem Zeitpunkt alle 9 Monate (§ 67e Abs. 2 StGB). Bei Erledigung der Maßregel der Sicherungsverwahrung tritt für mindestens zwei Jahre Führungsaufsicht ein. Dies ist als gesetzlicher Regelfall gedacht; ob dies auch in der Praxis so gehandhabt wird, ist mangels statistischer Daten über die Unterbringungsdauer unbekannt.
Der Untergebrachte kann auch vom Gericht in ein psychiatrisches Krankenhaus oder in eine Entziehungsanstalt überwiesen werden, wenn dies seine Resozialisierung besser fördert. Eine Rückkehr in die Sicherungsverwahrung kann angeordnet werden, wenn die Überweisung keinen Erfolg erzielt hat oder die Resozialisierung in der Sicherungsverwahrung doch besser gefördert wird.

## Geschichte

### Historische Ansätze
Die heutige Sicherungsverwahrung wurde zu Beginn der NS-Zeit als Bestandteil der Maßregeln der Besserung und Sicherung durch das Gesetz gegen gefährliche Gewohnheitsverbrecher vom 24. November 1933 (RGBl. I 995) eingeführt. Als Teile des Ermächtigungsgesetzes wurden einige Bestimmungen schon früh nach 1945 durch den Alliierten Kontrollrat aufgehoben, etwa die damalige Form der nachträglichen Sicherungsverwahrung und der Entmannung (§ 42 k StGB a.F.) wurden abgeschafft, wohingegen der große Rest als unbedenklich und nicht spezifisch nationalsozialistisch eingestuft wurde. Dass das Gesetz gegen gefährliche Gewohnheitsverbrecher nach dem Ermächtigungsgesetz, also ohne parlamentarische Kontrolle zustande kam, interessierte den Kontrollrat nur wenig. Die wenigen aufgehobenen Passagen rechtfertigte man aufgrund ethischer und verfassungsrechtlicher Bedenken.
Andere Modelle der Sicherungsverwahrung gab es schon deutlich früher:
So sprach sich zum Beispiel Ernst Ferdinand Klein, Initiator des Preußischen Landrechts, bereits 1794 dafür aus, dass „Diebe und andere Verbrecher, welche ihrer verdorbenen Neigungen wegen des gemeinen Wesens gefährlich werden könnten, auch nach ausgestandener Strafe, des Verhafts nicht eher entlassen werden, als bis sie ausgewiesen haben, wie sie sich auf eine ehrliche Art zu ernähren im Stande sind“.
Das verabschiedete Gesetz konnte sich jedoch nicht durchsetzen; die Kriminalitätsrate stieg entgegen der Annahme, durch eine ungewiss lange Haftzeit Wiederholungstäter abzuschrecken. So ist die historische Relevanz eher in der Formulierung zu sehen, welche dem heutigen Wortlaut erstmals sehr ähnelt.

### Entwurf nach Carl Stooss
Ein weitaus einflussreicherer Entwurf war der Vorentwurf eines Schweizer Strafgesetzbuches im Jahr 1893, entworfen von Carl Stooss.
Besonders bezeichnend für diesen Entwurf sind folgende Artikel:
Art. 23: Die Verwahrung von rückfälligen Verbrechern wird auf 10 bis 20 Jahre verfügt (Art. 40). Die Verwahrung findet in einem Gebäude statt, das ausschließlich diesem Zwecke dient…
Art. 40: Begeht ein Verbrecher, der wiederholt Zuchthausstrafe erstanden hat, innerhalb von 5 Jahren nach Vollzug der letzten Zuchthausstrafe ein neues Verbrechen, und ist das Gericht überzeugt, dass ihn die gesetzliche Strafe nicht von weiteren Verbrechen abzuhalten vermag, so überweist es den rechtskräftig Verurteilten der Bundesbehörde, welche über die Verwahrung von rückfälligen Verbrechern entscheidet. Diese Behörde zieht über das Vorleben des Verbrechers, über seine Erziehung, seine Familienverhältnisse, seinen Erwerb, seine körperliche und geistige Gesundheit, sowie über die Verbrechen, die er begangen, und die Strafen, die er erstanden hat, Erkundigungen ein. Erachtet es die Behörde als unzweifelhaft, dass der Verbrecher nach Vollzug der Strafe wieder rückfällig werden würde, und erscheint es geboten, ihn für längere Zeit unschädlich zu machen, so ordnet sie statt der Strafe seine Verwahrung für die Zeit von 10 bis 20 Jahren an. Andernfalls bleibt das Urteil in Kraft. Nach Ablauf von 5 Jahren kann die Behörde die vorläufige Freilassung des Sträflings verfügen, wenn er zum ersten Mal verwahrt wird und anzunehmen ist, dass er nicht mehr rückfällig werden wird.
Die vielen Parallelen zum heutigen § 66 StGB lassen zumindest spekulativ eine Verbindung beider Gesetze zu:
So wird in beiden Gesetzen die „Verwahrung“ als eigenständige Institution beschrieben, ihre „Klientel“ sind Wiederholungstäter, die einen vorab festgelegten Zeitraum in Verwahrung bleiben sollen, der jedoch je nach Beurteilung des Häftlings verlängert oder verkürzt werden kann. In beiden Fällen werden sie einer „Gesamtwürdigung“ unterzogen, einem Einschätzen des Risikos, welches der Gefangene für die Gesellschaft darstellt.
In den folgenden Jahren wurden ähnliche Vorschläge in Deutschland sowohl im Kaiserreich als auch in der Weimarer Republik erarbeitet. Allen gemein ist, dass es nur bei Gesetzesentwürfen blieb.

### Nationalsozialistische Gesetzgebung
Erst die Nationalsozialisten setzten mit dem Gewohnheitsverbrechergesetz vom 24. November 1933 (RGBl. I 995) einen Vorschlag zur Sicherungsverwahrung in die Tat um. Unklar ist, ob sie dieses eigenständig ausarbeiteten oder ob sie es adaptierten.
Auch hier wurde die Verwahrung erst bei Mehrfachtätern verhängt:
„§ 20a: Hat jemand, der schon zweimal rechtskräftig verurteilt worden ist, durch eine neue vorsätzliche Tat eine Freiheitsstrafe verwirkt und ergibt die Gesamtwürdigung der Taten, daß er ein gefährlicher Gewohnheitsverbrecher ist, so ist, soweit die neue Tat nicht mit schwererer Strafe bedroht ist, auf Zuchthaus bis zu fünf Jahren und, wenn die neue Tat auch ohne diese Strafschärfung ein Verbrechen wäre, auf Zuchthaus bis zu fünfzehn Jahren zu erkennen. Die Strafschärfung setzt voraus, daß die beiden früheren Verurteilungen wegen eines Verbrechens oder vorsätzlichen Vergehens ergangen sind und in jeder von ihnen auf Todesstrafe, Zuchthaus oder Gefängnis von mindestens sechs Monaten erkannt worden ist.
Hat jemand mindestens drei vorsätzliche Taten begangen und ergibt die Gesamtwürdigung der Taten, daß er ein gefährlicher Gewohnheitsverbrecher ist, so kann das Gericht bei jeder abzuurteilenden Einzeltat die Strafe ebenso verschärfen, auch wenn die übrigen im Absatz l genannten Voraussetzungen nicht erfüllt sind.
§ 42e: Wird jemand nach § 20a als ein gefährlicher Gewohnheitsverbrecher verurteilt, so ordnet das Gericht neben der Strafe die Sicherungsverwahrung an, wenn die öffentliche Sicherheit es erfordert.“
Es blieb jedoch nicht bei diesem Rahmen der Bestrafung; eine Gesetzesänderung 1941 gab Wiederholungstäter zur Todesstrafe frei:
„Der gefährliche Gewohnheitsverbrecher (§ 20a des Strafgesetzbuchs) und der Sittlichkeitsverbrecher (§§ 176 bis 178 des Strafgesetzbuchs) verfallen der Todesstrafe, wenn der Schutz der Volksgemeinschaft oder das Bedürfnis nach gerechter Sühne es erfordert.“

### Entwicklung bis heute
Die Todesstrafe für Gewohnheitsverbrecher wurde durch das Kontrollratsgesetz Nr. 11 abgeschafft, § 20a und § 42e blieben jedoch in Westdeutschland weiterhin Teil des Strafgesetzbuches, während sie in der DDR als „faschistisch“ abgelehnt wurden. Am 1. April 1970 trat in Westdeutschland das Erste Strafrechtsreformgesetz in Kraft: Sicherungsverwahrung galt als das schärfste Instrument des deutschen Strafrechts gegenüber Straftätern; folglich sollte sehr genau ermittelt werden, wer verwahrt werden muss und wer es nicht (mehr) braucht. Dazu wurden Täter wie erwähnt einer „Gesamtwürdigung“ unterzogen, in der man nicht nur die Anzahl der Verurteilungen, sondern auch die Länge des Freiheitsentzugs und andere – auch persönliche – Faktoren berücksichtigte.
1975 nannte man § 42e ohne inhaltliche Veränderungen in § 66 um, wie er heute noch – inzwischen stark verändert – im Strafgesetzbuch steht.
Im Januar 1998 wurde das bisherige Höchstmaß von zehn Jahren bei erstmaliger Anordnung von Sicherungsverwahrung (§ 67d Abs. 1 StGB a.F.) gestrichen. In der Folgezeit wurden die Anforderungen für die Verhängung der Sicherungsverwahrung durch eine Vielzahl von Gesetzesänderungen schrittweise gesenkt. Die öffentliche Stimmung wurde hierbei maßgeblich angeheizt durch ein Interview mit dem damaligen Bundeskanzler Gerhard Schröder in der Bild am Sonntag im Jahr 2001, in welchem Schröder ein „Wegschließen – und zwar für immer!“ für Sexualstraftäter forderte. Das Schlagwort vom „Wegschließen – und zwar für immer“ wird seitdem immer wieder in ablehnender wie zustimmender Weise zitiert, wenn die Frage der Sicherungsverwahrung diskutiert wird.
Bis 2002 konnte die Sicherungsverwahrung nur im Strafurteil selbst angeordnet werden. Die Möglichkeit des Gerichts, die Sicherungsverwahrung im Strafurteil vorzubehalten, wurde in diesem Jahr eingeführt. Ziel dieser Änderung war es vor allem, den Schutz der Bevölkerung vor gefährlichen Sexualstraftätern zu verbessern. Die Länder Bayern und Baden-Württemberg hatten gefordert, die Sicherungsverwahrung auch ohne Vorbehalt nachträglich anordnen zu können. Dies sah der Gesetzesentwurf der rot-grünen Koalition jedoch nicht vor.
Einige Bundesländer verabschiedeten daraufhin eigene Gesetze, die eine generelle nachträgliche Sicherungsverwahrung ermöglichten. Das Bundesverfassungsgericht erklärte diese in einer Entscheidung vom 10. Februar 2004 für verfassungswidrig, da nach Art. 72 Abs. 1 GG die Länder nur zuständig sind, soweit der Bund noch nicht gesetzgeberisch tätig geworden ist. Da die Bedenken der Verfassungshüter ausschließlich formeller, nicht aber inhaltlicher Natur waren, konnte am 23. Juli 2004 das „Gesetz zur Einführung der nachträglichen Sicherungsverwahrung“ (BGBl. I S. 1838) in Kraft treten.
Am 22. Dezember 2010 beschloss der Deutsche Bundestag eine Neuordnung des Rechts der Sicherungsverwahrung, die am 1. Januar 2011 in Kraft trat.
Am 4. Mai 2011 erklärten die Bundesverfassungsrichter alle Vorschriften zur Sicherungsverwahrung für verfassungswidrig. Dem Gesetzgeber wurde auferlegt, bis Juni 2013 eine neue Regelung zu suchen. Für sogenannte Altfälle gelten Übergangsregelungen.
Am 23. November 2012 stimmte der Bundesrat dem zuvor bereits am 8. November vom Bundestag gebilligten Gesetz zur Umsetzung des Abstandsgebotes bei der Sicherungsverwahrung zu, mit welchem den Vorgaben des Bundesverfassungsgerichts vom Mai 2011 sowie des Europäischen Gerichtshofs für Menschenrechte entsprochen werden soll. Das Gesetz trat mit Wirkung vom 1. Juni 2013 in Kraft. Die Sicherungsverwahrung sieht nun vor, dass durch intensive Betreuung die Gefährlichkeit des Untergebrachten für die Allgemeinheit so weit wie möglich zu mindern ist. Die Gerichte werden künftig überprüfen, ob die therapeutische Betreuung auch in dem Maß angeboten wird, wie das BVerfG es fordert. Niemand soll freigelassen werden müssen, nur weil er nicht therapiert werden will oder therapiert werden kann.
Im August 2012 kritisierte Henning Ernst Müller, Strafrechtsprofessor an der Universität Regensburg, die Gesetzeslage in Deutschland. Der Richter Johannes Leygraf bemängelt, dass ungeachtet rückläufiger Fallzahlen schwerer Verbrechen mehrfach Gesetze zur Sicherungsverwahrung verschärft wurden. Dies sei populistisch.
Im November 2012 bestätigte das Oberlandesgericht Karlsruhe ein Urteil des Landgerichts Karlsruhe, dass das Land Baden-Württemberg 240.000 Euro an vier Männer zahlen muss, weil diese zu lange in Sicherungsverwahrung saßen. Das Urteil könnte auch 70 bis 100 weitere Fälle betreffen.

## Rechtsprechung des EGMR und des BVerfG
Der Europäische Gerichtshof für Menschenrechte (EGMR) entschied mit Urteil vom 7. Januar 2016, dass die gegenwärtigen deutschen Regelungen zur rückwirkend verlängerten Sicherungsverwahrung in Zusammenhang mit dem Therapieunterbringungsgesetz nicht gegen die Art. 5 und 7 der EMRK verstoßen. Die Sicherungsverwahrung sei je nach Einzelfall nicht als Strafe zu werten; die Art und Schwere der psychischen Störung des Verwahrten rechtfertige den rechtmäßig und auf gesetzlich vorgeschriebene Weise vorgenommenen Freiheitsentzug.
Der EGMR hatte zuvor mit Urteil vom 17. Dezember 2009 entschieden, dass es gegen Art. 7 der Europäischen Menschenrechtskonvention (EMRK) verstoße, wenn ein Sicherungsverwahrter, der unter Geltung des früheren § 67d Abs. 1 dtStGB a.F. mit maximal zehn Jahren Sicherungsverwahrung rechnen musste, nachträglich aufgrund einer Gesetzesänderung (§ 67d Abs. 3 dtStGB) zu unbegrenzter Sicherungsverwahrung gezwungen wird. Art. 7 EMRK normiert das Rechtsprinzip „Keine Strafe ohne Gesetz“. Entscheidend bei diesem Urteil ist die Auffassung des Gerichtshofs, dass eine Sicherungsverwahrung als eine „Strafe“ anzusehen sei. Er begründete diese damit, dass sie sich in ihrer Vollstreckung nur unmaßgeblich von der Haftstrafe unterscheide. Nach dieser Argumentation ist eine nachträgliche Sicherungsverwahrung ausnahmslos menschenrechtswidrig, weil sie verhängt wird, ohne dass eine neue Straftat vom Inhaftierten begangen wurde. Am 13. Januar 2011 hat der EGMR in einer weiteren Entscheidung einstimmig beschlossen, dass auch die im Jahr 2004 eingeführte nachträgliche Sicherungsverwahrung gegen Art. 5 § 1 EMRK (Recht auf Freiheit und Sicherheit) verstoße.
In der Umsetzung dieser Urteile haben deutsche Fachgerichte einander widersprechende Entscheidungen über die Zulässigkeit der Fortdauer von Verwahrungen getroffen. Dabei geht es um die Frage, ob alle betroffenen Verwahrten sofort entlassen werden müssen oder ob die Entlassung im Hinblick auf eine von Gutachtern festgestellte weitere Gefährlichkeit verweigert werden darf. Der Bundestag hat am 22. Dezember 2010 das Therapieunterbringungsgesetz (ThuG) beschlossen, welches eine Rechtsgrundlage für die weitere Verwahrung der zu entlassenden „Altfälle“ abgeben soll.
Das Bundesverfassungsgericht (BVerfG) hatte noch mit Urteil vom 5. Februar 2004 Verfassungsbeschwerden gegen die nachträgliche Verlängerung der Sicherungsverwahrung zurückgewiesen. Im Lichte der Rechtsprechung des EGMR hat das Bundesverfassungsgericht mit Urteil vom 4. Mai 2011 die gesetzlichen Regelungen zur Sicherungsverwahrung für verfassungswidrig erklärt und den Gesetzgeber verpflichtet, bis spätestens am 31. Mai 2013 verfassungskonforme Regelungen zu schaffen und die Sicherungsverwahrung neu auszugestalten. Bezüglich der Altfälle haben die Vollstreckungsgerichte zu prüfen, ob eine hochgradige Gefahr schwerster Gewalt- oder Sexualstraftaten aus konkreten Umständen in der Person oder dem Verhalten des Untergebrachten abzuleiten ist und dieser an einer psychischen Störung im Sinne von § 1 Abs. 1 Nr. 1 ThUG leidet. Liegen diese Voraussetzungen nicht vor, muss die Freilassung dieser Sicherungsverwahrten spätestens mit Wirkung zum 31. Dezember 2011 angeordnet werden.
Sicherungsverwahrten, deren Sicherungsverwahrung nachträglich verlängert wurde, steht nach Artikel 5 Abs. 5 EMRK ein Anspruch auf Entschädigung zu. In einem Urteil vom 24. April 2012 hat das Landgericht Karlsruhe pro Monat 500 Euro zugesprochen. Der Bundesgerichtshof hat die Entschädigungszahlungen im September 2013 bestätigt. Art. 5 Abs. 5 EMRK gewähre einen Entschädigungsanspruch unabhängig vom Verschulden der mit der Anordnung der nachträglichen Sicherungsverwahrung befassten Amtsträger.
Die vorbehaltene Sicherungsverwahrung nach § 66a dStGB steht nach Ansicht des Bundesverfassungsgerichts im Wesentlichen im Einklang mit der Europäischen Menschenrechtskonvention. Allerdings müssten auch hier die Anforderungen an den Vollzug erfüllt werden, die das Bundesverfassungsgericht in seiner vorigen Entscheidung genannt hatte.

## Abstandsgebot
Abstandsgebot ist ein durch das deutsche Bundesverfassungsgericht im Rahmen seiner Sicherungsverwahrungsrechtsprechung verwendeter Begriff. Er bezeichnet das Erfordernis eines deutlichen Unterschiedes zwischen der Ausgestaltung des Freiheitsentzugs im Rahmen der Sicherungsverwahrung im Gegensatz zum Freiheitsentzug im Rahmen des Strafvollzuges. Dieser Abstand sei, so das Gericht, aufgrund der nicht vergleichbaren verfassungsrechtlichen Legitimationsgrundlagen erforderlich. Die Sicherungsverwahrung diene allein dem Zwecke der Vorbeugung von künftigen Straftaten, während die Freiheitsstrafe eine Sanktion für vergangene Straftaten darstelle.
Mit Urteil vom 4. Mai 2011 wurde entschieden, dass alle Vorschriften des StVollzG und des JGG dem Abstandsgebot nicht genügen und daher verfassungswidrig sind. Die Vorschriften waren jedoch gleichwohl bis zum Inkrafttreten einer gesetzlichen Neuregelung unter Beachtung von Übergangsbestimmungen, die das Bundesverfassungsgericht gleichzeitig mit dem Urteil aufgestellt hat, bis längstens 31. Mai 2013 anwendbar. Der Bundestag und die Länderparlamente haben darauf durch (Landes)Gesetze bzw. Gesetzesänderungen reagiert, die am 1. Juni 2013 in Kraft getreten sind.

## Statistik
Den Tiefststand hatte die Zahl der Sicherungsverwahrten im Jahr 1984 mit 182 erreicht. Seither ist die Tendenz wieder steigend. Zum Vergleich: 306 im Jahr 2003 und 350 im Jahr 2005. Am 31. März 2010 wurden 524 Sicherungsverwahrte (darunter 3 Frauen) in deutschen Gefängnissen gezählt. Von 2010 bis 2018 nahm die Zahl der Sicherungsverwahrten noch weiter zu. 2018 betraf diese Form des Freiheitsentzuges 566 Personen. Zur Dauer der Sicherungsverwahrung werden bisher weder vom Statistischen Bundesamt noch von der Kriminologischen Zentralstelle aussagekräftige Daten erhoben. Letztere erfasst seit 2002 alle im jeweiligen Jahr aus der SV Entlassenen und die Dauer von deren Aufenthalt in der Maßregel (zuletzt für das Jahr 2005: Erhebung von Axel Dessecker). Daraus ist zu entnehmen, dass die in die Freiheit entlassenen Sicherungsverwahrten durchschnittlich über 15 Jahre im Gefängnis verbracht haben (wenn man Freiheitsstrafe und SV zusammen nimmt). Über diejenigen, die bisher nicht aus der Sicherungsverwahrung entlassen wurden, liegen keine Zahlen vor.

## Entwicklungen in weiteren Staaten
Einige andere Staaten im deutschen Sprachraum kannten oder kennen vergleichbare Regelungen:
In Österreich ist eine Unterbringung im Maßnahmenvollzug in einer Anstalt für gefährliche Rückfalltäter (§ 23 öStGB) möglich. Diese Form der Maßnahmenunterbringung ist jedoch auf längstens 10 Jahre begrenzt und wegen der äußerst geringen Zahl an nach § 23 StGB Untergebrachten faktisch totes Recht. Im November 2020 befand sich kein gefährlicher Rückfalltäter im Maßnahmenvollzug.
Die Schweiz kennt verschiedene Arten von Verwahrung, siehe Verwahrung in der Schweiz.
Ähnliche Regelungen gab es seit den 1920er-Jahren (unter dem Einfluss von Franz von Liszt und der Internationalen Kriminalistischen Vereinigung) in verschiedenen europäischen Staaten. Sie wurden jedoch fast überall nach dem Zweiten Weltkrieg als rechtsstaatswidrig abgeschafft. Neuerdings ist die Sicherungsverwahrung, unter verschiedenen Namen, jedoch wieder auf dem Vormarsch: beispielsweise, Forvaring (Dänemark, Norwegen), Terbeschikkingstelling (Niederlande), preventive detention (Neuseeland). 2003 wurde in Großbritannien ein „imprisonment for public protection“ (IPP) eingeführt. Dabei handelte es sich jedoch nicht um eine reine Sicherungsmaßnahme, sondern eine zwecks Sicherung verlängerte Strafe. Dieses „imprisonment for public protection“ ist allerdings 2012 ersatzlos von der britischen Koalitionsregierung abgeschafft worden.
Während in Deutschland jeder Straftäter eine Perspektive auf eine Freilassung haben muss, können in manchen Ländern (beispielsweise den meisten Bundesstaaten der USA) Haftstrafen von über 100 Jahren angeordnet werden; diese erfüllen dann bei gemeingefährlichen Straftätern dieselbe Funktion.

## Dokumentarfilme
- Ulli Wendelmann: Knast auf ewig? Der Streit um die Sicherungsverwahrung (ausgestrahlt am 18. März 2013, 45 min.)[51]
- Dokumentarfilmer Ulli Wendelmann sieht jahrelanges Wegsperren kritisch